# Parathormon
Parathormon (PTH) je peptidni hormon sestavljen iz 84 aminokislin, ki ga izločajo obščitnice. Glavna funkcija parathormona je zviševanje krvne koncentracije kalcija. Padec krvne koncentracije kalcija pospeši izločanje parathormona in tako se koncentracija kalcija zopet poviša. 
Njegov antagonist (nasprotno delujoč) pa je kalcitonin.

## Biosinteza
Parathormon nastaja na ribosomih v obliki preprohormona, ki je sestavljen iz 115 aminokislin. Po odcepitvi aminoterminalnega dela aminokislinskega zaporedja nastane prohormon z 90 aminokislinami. Slednji se v Golgijevem aparatu z odcepitvijo nadaljnje aminokislinske sekvence pretvori v končno obliko.

## Razgradnja
Razpolovna doba parathormona znaša le nekaj minut; proteolitično se razgrajuje že v obščitnici ter v jetrih in ledvicah. Za biološko aktivnost so potrebne zelo nizke koncentracije parathormona. Nekateri razgradni produkti prav tako izkazujejo biološko aktvinost.

## Uravnavanje izločanja
Izločanje parathormona je odvisno od krvne koncentracije kalcijevih kationov. Gre za negativno povratno zvezo – zvišana koncentracija kalcija zavre nastajanje in izločanje parathormona v obščitnicah.
Višek izločanja parathormona se doseže pri krvni koncentraciji kalcija 1 mmol/l , pri koncentraciji 1,25 mmol/l pa znaša izločanje le še 10 odstotkov maksimalne vrednosti. nadaljnja povišanja koncentracije kalcija več ne povzroči nadaljnjega znižanja izločanja hormona.
Po aktivaciji receptorja, občutljivega na kalcijeve ione, ki je v celični membrani in je sklopljen z proteinom G, se v celici aktivira inozitolfosfatna pot – v citoplazmi se zvišata koncentraciji inozitoltrifosfata in diacilglicerola. Inozitoltrifosfat najbrž zavira adenililciklazo, koncentacija cAMP-ja se zato zniža in zavre se izločanje parathormona.

## Mehanizem delovanja
Parathormon deluje z različnimi mehanizmi za zvišanje koncentracije kalcija:
- v ledvicah pospešuje reabsorpico kalcija ter zavre reabsorpcijo fosfatov;
- v črevesju pospeši vsrkanje kalcija posredno preko povišanega nastajanja 1,25-dihidroksiholekalciferola;
- v kosteh pospeši demineralizacijo osteoklastov ter razgradnjo kostnega matriksa.